# Habenaria carinata
Habenaria carinata är en orkidéart som beskrevs av Johan Baptist Spanoghe. Habenaria carinata ingår i släktet Habenaria och familjen orkidéer.
Artens utbredningsområde är Små Sundaöarna. Inga underarter finns listade i Catalogue of Life.